# باشگاه والیبال پیمونته
 باشگاه والیبال پیمونته ایتالیا (به انگلیسی: Piemonte Volley) یک باشگاه والیبال حرفه‌ای مستقر در کونئو، ایتالیا است. این باشگاه با نام لانوتی کونئو هم شناخته می‌شود. پیمونته در سال ۲۰۱۰ قهرمان لیگ والیبال ایتالیا سری آ شد. این تیم ۴ قهرمانی جام حذفی ایتالیا، ۳ قهرمانی سوپر جام ایتالیا و ۲ قهرمانی کاپ اروپا را در کارنامه خود دارد و از تیم‌های مطرح و ریشه دار ایتالیا است. 